# Stefania Cella
Stefania Cella (Milano, ...) è una scenografa italiana.

## Biografia
È nata e cresciuta a Milano, dove ha studiato teatro e storia dell'arte. Ha iniziato la sua carriera con il film Papà dice messa di Renato Pozzetto, per poi firmare le scenografie di diversi film sia italiani che internazionali, collaborando con registi come Nick Cassavetes, Barry Levinson e Paolo Sorrentino. Nel 2012 ha ricevuto un Nastro d'argento alla migliore scenografia per il film This Must Be the Place e nel 2014 ha vinto il David di Donatello per il miglior scenografo per La grande bellezza. Nel 2022 è production designer di Morbius, film Sony ambientato nel Sony's Spider-Man Universe e di Moon Knight, serie TV ambientata nel Marvel Cinematic Universe distribuita su Disney+.

## Filmografia

### Cinema
- Papà dice messa, regia di Renato Pozzetto (1996)
- Padrona del suo destino (Dangerous Beauty), regia di Marshall Herskovitz (1998) – architetta
- John Q, regia di Nick Cassavetes (2002)
- Assassination Tango, regia di Robert Duvall (2002)
- Leo, regia di Mehdi Norowzian (2002)
- Il potere dei sogni (Sueño), regia di Renée Chabria (2005)
- L'uomo dell'anno (Man of the Year), regia di Barry Levinson (2006)
- Disastro a Hollywood (What Just Happened), regia di Barry Levinson (2007)
- Bruce e Lloyd - Fuori controllo (Get Smart's Bruce and Lloyd Out of Control), regia di Gil Junger (2008)
- La concessionaria più pazza d'America (The Goods: Live Hard, Sell Hard), regia di Neal Brennan (2009)
- This Must Be the Place, regia di Paolo Sorrentino (2011)
- Ieri, oggi, domani, regia di Charles Shyer – cortometraggio (2011)
- Maniac, regia di Franck Khalfoun (2012)
- La grande bellezza, regia di Paolo Sorrentino (2013)
- Black Mass - L'ultimo gangster (Black Mass), regia di Scott Cooper (2015)
- Downsizing - Vivere alla grande (Downsizing), regia di Alexander Payne (2017)
- Loro, regia di Paolo Sorrentino (2018)
- Cocaine - La vera storia di White Boy Rick (White Boy Rick), regia di Yann Demange (2018)
- Lucy in the Sky, regia di Noah Hawley (2019)
- Morbius, regia di Daniel Espinosa (2022)
- The Pale Blue Eye - I delitti di West Point (The Pale Blue Eye), regia di Scott Cooper (2022)

### Televisione
- Ancora una volta (Once and Again) – serie TV, 7 episodi (1999)
- Threshold – serie TV, 5 episodi (2005)
- Greek - La confraternita (Greek) – serie TV, episodio 1x01 (2007)
- Glory Daze – serie TV, episodio 1x01 (2010)
- Moon Knight – serie TV (2022)

## Riconoscimenti
- David di Donatello
  - 2012 - Candidata alla migliore scenografia per This Must Be the Place
  - 2014 - Migliore scenografia per La grande bellezza
  - 2019 - Candidata alla migliore scenografia per Loro

- Nastro d'argento
  - 2012 - Migliore scenografia per This Must Be the Place

- Ciak d'oro
  - 2012 - Migliore scenografia per This Must Be the Place[2]
  - 2014 - Migliore scenografia per La grande bellezza[3]